# Follow Me (singel Amandy Lear)
Follow Me – singel francuskiej piosenkarki Amandy Lear, wydany w 1978 roku.

## Ogólne informacje
Utwór utrzymany jest w gatunku disco. Skomponował go Anthony Monn, natomiast autorką słów jest sama wykonawczyni. Piosenka pierwotnie została wydana na albumie Sweet Revenge z 1978 roku, w późniejszym czasie była często remiksowana (między innymi w 1989 roku przez producenta Iana Levine’a).
Piosenka „Follow Me” uważana jest za największy hit artystki. Singel ten sprzedał się w kilkumilionowym nakładzie na całym świecie, docierając do wysokich pozycji europejskich list przebojów (top 5 w Niemczech, Belgii i Holandii, top 10 m.in. w Austrii i Szwajcarii). Amanda Lear wykonywała utwór w filmie erotycznym Follie di notte.

## Teledysk
Amanda Lear nagrała teledysk „Follow Me” oparty na technice blue boxu dla niemieckiego programu Musikladen. W 1982 roku powstał kolejny wideoklip, nakręcony na potrzeby włoskiego programu Premiatissima.

## Lista ścieżek
- 7" single[2]

1. „Follow Me” – 3:52
2. „Mother, Look What They’ve Done to Me” – 4:25

- 12" single[3]

1. „Follow Me” – 10:48
2. „Enigma (Give a Bit of Mmh to Me)” – 5:08

## Pozycje na listach
| Kraj       | Pozycja |
| ---------- | ------- |
| Austria    | 6       |
| Belgia     | 3       |
| Holandia   | 3       |
| Niemcy     | 3       |
| Szwajcaria | 7       |